# Guerres episcopals
Les guerres episcopals (Bishops' Wars, en anglès; Bellum Episcopale, en llatí) van ser un seguit de conflictes, tant polítics com militars, que es van succeir entre el 1639 i el 1640, sobre la naturalesa del govern de l'Església d'Escòcia, així com sobre els drets i els poders de la Corona. Van formar part del llarg conflicte polític entre Escòcia, Anglaterra i Irlanda, i sovint s'ha considerat com el preludi de la Guerra Civil anglesa. El seu nom deriva del fet que el conflicte central va ser entre Carles I, que donava suport al sistema episcopal de govern per l'Església d'Escòcia (és a dir, als bisbes); i el desig de bona part de la noblesa escocesa de seguir un sistema presbiterià de govern (és a dir, sense bisbes).

## Orígens
Jaume VI d'Escòcia havia reintroduït l'episcopalisme a l'Església d'Escòcia el 1584. Després d'accedir al tro d'Anglaterra, va incrementar el nombre de bisbes. El seu fill, Carles I, va seguir amb una política uniformitzadora entre les esglésies establertes als seus reialmes, seguint el model anglicà. La nova regulació de la litúrgia a Escòcia, que consistia en la imposició del Llibre de l'oració comuna, el 1637, va provocar l'esclat de petites revoltes, així com a l'aparició d'una oposició formal en els Covenanters nacionals. Els seus intents per controlar la situació des de Londres no van reeixir, i cap al juliol de 1638 va decidir, amb el seu Consell privat anglès, que hauria d'utilitzar la força. Per guanyar temps va decidir acceptar la celebració d'una Assemblea Nacional de l'Església d'Escòcia, que es va reunir a Glasgow el novembre de 1638; no obstant, l'Assemblea va decidir fermament que els bisbes havien de ser deposats i el Llibre de l'oració comuna abolit. El suport als Covenants va guanyar força gràcies al lideratge de James Graham, 1er marquès de Montrose i Archibald Campbell, 8è Earl d'Argyll, mentre que soldats que es trobaven a l'estranger van tornar a Escòcia, inclòs el General Alexander Leslie.

## Primera guerra episcopal (1639)

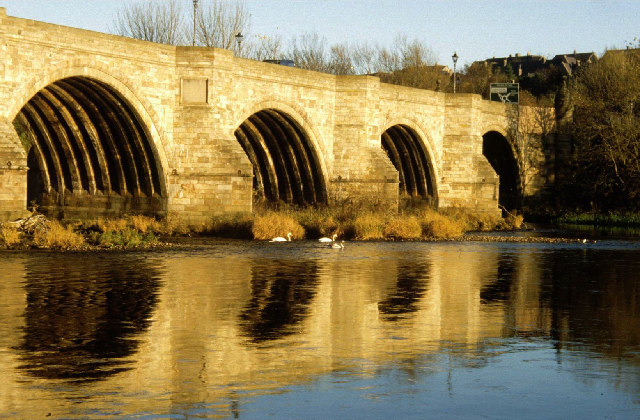
Brig o' Dee

Tot i els problemes per aconseguir finançament, Carles va aconseguir reclutar un exèrcit compost per 20.000 soldats anglesos poc entrenats a principis de l'estiu de 1639, desplaçant-se a les proximitats de Berwick-upon-Tweed, al costat anglès de la frontera. L'exèrcit escocès, format per uns 12.000 homes, dirigit per Leslie, es trobava acampat a poques milles d'allí, a l'altre banda de la frontera, prop de Duns. Mentrestant, es van produir un seguit d'enfrontaments menors entre forces dels Covenanters i dels reialistes escocesos a la regió de l'Aberdeenshire. El primer va ser una confrontació que tingué lloc a Turriff, conegut com l'assalt de Turiff ("Raid of Turriff"), en el qual no hi va haver vessament de sang. El següent fou el setge del Castell de Towie Barclay, en el qual una persona fou disparada, convertint-se en la primera baixa de les Guerres de les Tres Nacions. Posteriorment hi hauria dos enfrontaments menors més, coneguts com el "Trot of Turriff" i la batalla de Brig of Dee, al sud d'Aberdeen. No obstant, com que cap dels dos exèrcits principals volia combatre, es va arribar a un acord conegut com la Pacificació de Berwick, el juny, segons el qual el rei acordava que totes les qüestions disputades s'haurien de decidir en una altra Assemblea General o al Parlament d'Escòcia.

## Interludi
La nova Assemblea General, aleshores, va reafirmar-se en les mesures sortides de l'Assemblea de Glasgow, i el Parlament escocès encara va anar més enllà, abolint l'episcopaliat i declarant-se, a si mateix, lliure del control reial.
Carles, creient que els escocesos estaven intrigant conjuntament amb França, i davant d'aquesta eventualitat, que els anglesos estarien més contents d'unir-se sota el seu pendó, va tornar a reunir el Parlament anglès, després de no haver-ho fet en els onze anys que portava al poder. L'abril del 1640, l'anomenat Parlament curt va reunir-se, però primer va demanar la reparació dels greuges, l'abandonament del clam reial de recaptar la taça ship money, i un canvi complet en el sistema eclesiàstic. Carles I va considerar que aquestes condicions eren inacceptables, dissolvent així el parlament.

## Segona guerra episcopal (1640)
Thomas Wentworth, aleshores ja comte de Strafford, es va convertir en el principal conseller del rei. Es va llançar sobre la tasca d'executar els plans del rei amb gran energia, no deixant cap pedra sense aixecar per preparar una nova expedició militar amb els subministraments i els diners necessaris. Els escocesos, capitanejats per Leslie i Montrose, van creuar el riu Tweed, provocant que l'exèrcit de Carles I es retirés al seu pas. En poc temps, els invasors van aconseguir creuar tot Northumberland i el Comtat de Durham després de la batalla de Newburn. Carles va haver de deixar els dos comtats en mans escoceses per pagar les despeses que havien patit aquests quan va acceptar la pau que es signaria en el Tractat de Ripon, l'octubre de 1640. L'empobrit rei va haver de tornar a reunir el parlament per aconseguir subministraments necessaris per pagar la pau; aquest Parlament llarg va atacar el seu govern, substituint (i en alguns casos executant) els seus principals valedors, Strafford i Laud. El parlament es va manenir fins que va ser purgat el 1648.
Els escocesos finalment van evacuar el nord d'Anglaterra després del Tractat de Londres de l'agost de 1641, i amb l'esperança de guanyar-se el suport dels escocesos, Carles va desplaçar-se al nord la tardor de 1641, atorgant títols a Leslie i Argyll, a més d'acceptar totes les decisions preses per l'Assemblea General de 1638 i pel Parlament escocès el 1641, fins i tot confirmant el dret del Parlament a discutir les accions dels seus ministres. A més, va haver de retirar totes les causes que havien originat la disputa original, però al cap d'un any, les seves disputes amb el Parlament anglès el conduirien a la Guerra Civil Anglesa en 1642.

## Conseqüències
Les guerres episcopals van provocar guerres civils als altres dos regnes de Carles I; primer a Irlanda i, posteriorment, a Anglaterra. Finalment s'acabaria produint un conflicte polític molt més rellevant a tots tres països, a més de ser considerat un preludi de les guerres civils angleses.

### Principal
- Baillie, Robert, Letters and Journals, 1841.
- Calendar of State Papers Domestic of the Reign of King Charles I, 1858–97.
- The Register of the Privy Council of Scotland, variously edited, 1899–1933.
- Rothes, John Leslie, earl of, A Relation of the Proceedings of the Affairs of the Kirk of Scotland, from August 1637 to July 1638, 1830.
- Rothiemay, James Gordon of, History of Scots Affairs from 1637 to 1641, 1841.
- Warriston, Archibald Johnston of, Diaries, variously edited, 1911–1940.

### Secundària
- Donald, P., An Uncounselled King. Charles I and the Scottish Troubles, 1637–1641, 1990.
- Fissel, M. C., The Bishops' Wars. Charles I’s Campaigns against Scotland, 1638–1640, 1994.
- Lee, M., The Road to Revolution. Scotland under Charles I, 1985.
- McCoy, F. N., Robert Baillie and the Second Scots Reformation, 1974.
- MacInnes, A. I., Charles I and the Making of the Covenanting Movement, 1991.
- Russel, C, The Fall of the British Monarchies, 1637–1642, 1991.
- Stevenson, D., The Scottish Revolution, 1637–1644, 1973